# Ľubica
Ľubica este o comună slovacă, aflată în districtul Kežmarok din regiunea Prešov. Localitatea se află la altitudinea de 629 m deasupra n.m., se întinde pe o suprafață de 76,53 km2 și în 2017 număra 4.494 de locuitori.

## Istoric
Localitatea Ľubica este atestată documentar din 1271.

## Demografie
| An:                | 1994 | 2004    | 2014    | 2024   |
| ------------------ | ---- | ------- | ------- | ------ |
| Număr de persoane: | 3514 | 3947    | 4402    | 4482   |
| Diferență:         |      | +12,32% | +11,52% | +1,81% |

| An:                | 2023 | 2024   |
| ------------------ | ---- | ------ |
| Număr de persoane: | 4475 | 4482   |
| Diferență:         |      | +0,15% |